# دیوید کانولی
دیوید کانولی (هلندی: David Connolly؛ زادهٔ ۶ ژوئن ۱۹۷۷) یک بازیکن فوتبال اهل ایرلند است.